# Yong-par-i
Yong-pal-i (용팔이?; titolo internazionale Yong-pal, conosciuta anche come The Gang Doctor) è una serie televisiva sudcoreana trasmessa su SBS dal 5 agosto al 1º ottobre 2015. Inizialmente prevista per 16 episodi, fu estesa di due grazie alla popolarità e agli ascolti raggiunti.

## Trama
Kim Tae-hyun è un chirurgo di talento, internista presso l'ospedale Hanshin, dove viene considerato sfacciato, avido e ruffiano. Dopo la morte della madre, avvenuta tre anni prima, si è ritrovato ad occuparsi della sorella minore, affetta da una grave malattia ai reni, indebitandosi con gli strozzini per sostenere le spese mediche. Per restituire il prestito, adotta il nome in codice di "Yong-pal" e offre le proprie capacità a bande di criminali reduci da risse armate e sparatorie, e per questo è ricercato dalla polizia. Quando viene scoperto da Lee Ho-joon, un superiore che lo ammira e al contempo lo detesta per la sua bravura, Tae-hyun accetta di fare tutto quello che egli vorrà pur di non essere consegnato alle autorità e vedersi preclusa la possibilità di operare ancora. Intuendo che nell'area riservata di cui Lee è responsabile ci sia qualcuno di potente, Tae-hyun riesce ad ottenere il permesso di accedervi, entrando nella ristretta cerchia di medici prezzolati che da tre anni tiene in coma farmacologico l'erede del gruppo Hanshin, Han Yeo-jin, su ordine del suo fratellastro Han Do-joon. In un raro momento di lucidità, Yeo-jin corrompe Tae-hyun promettendogli il denaro per operare sua sorella se egli la aiuterà a scappare dai suoi carcerieri. Il risveglio della ragazza porta a involontarie conseguenze.

## Personaggi
- Kim Tae-hyun, interpretato da Joo Won e Jung Yun-seok (da bambino)
Chirurgo di talento che, per recuperare i soldi necessari a operare la sorella, lavora come medico mercenario per criminali.
- Han Yeo-jin, interpretata da Kim Tae-hee e Jang Ji-woo (da bambina)
Erede del gruppo Hanshin, messa in coma tre anni prima dal padre per evitare che si suicidasse in seguito alla morte del fidanzato. Alla morte del genitore, avvenuta sei mesi dopo, sarebbe dovuta essere svegliata, ma suo fratello non lo fece. La sua condizione viene tenuta segreta a tutti, raccontando che si rifiuta di uscire dalla propria stanza d'ospedale a causa di fobia sociale.
- Lee Chae-young, interpretata da Chae Jung-an
Moglie di Do-joon, una donna intelligente che si finge sciocca e superficiale davanti al marito che detesta.
- Han Do-joon, interpretato da Jo Hyun-jae e Kim Dan-yool (da bambino)
Fratellastro di Yeo-jin, amministratore delegato del gruppo Hanshin. Per controllare l'azienda, non seguì le direttive del padre e lasciò in coma la sorella.
- Lee Ho-joon, interpretato da Jung Woong-in
Chirurgo responsabile di Yeo-jin, al soldo di Do-joon.
- Cynthia Park, interpretata da Stephanie Lee
Addetta alla soddisfazione dei pazienti VIP della clinica.
- Doo-chul, interpretato da Song Kyung-chul
Boss di una banda di criminali, amico e alleato di Tae-hyun.
- Guardia del corpo di Doo-chul, interpretato da Jung Kyung-ho
- Hyun Man-sik, interpretato da Ahn Se-ha
Strozzino di Tae-hyun, a cui procura i clienti da operare.
- Hwang Hyun-sook, interpretata da Bae Hye-sun
Infermiera di Yeo-jin, da lei ossessionata.
- Park Tae-yong, interpretato da Jo Bok-rae
Internista rivale di Tae-hyun.
- Dottor Shin, interpretato da Cha Soon-bae
Responsabile del reparto di chirurgia generale.
- Kang Soo-min, interpretata da Kim Mi-kyung
Caposala del reparto di chirurgia generale, amica di Tae-hyun.
- Infermiera di cura intensiva, interpretata da Oh Na-ra
Amica di Tae-hyun.
- Infermiera Song, interpretata da Moon Ji-in
Infermiera del reparto di chirurgia generale, a cui piace Tae-hyun.
- Primario Byung, interpretato da Park Pal-young
- Kim So-hyun, interpretata da Park Hye-su
Sorella minore di Tae-hyun.
- Padre di Tae-hyun, interpretato da Choi Joon-yong
- Madre di Tae-hyun, interpretata da Kim Na-woon
- Padre di Chae-young, interpretato da Nam Myung-ryul
- Han Chang-joo, interpretato da Jun Gook-hwan
Padre di Yeo-jin.
- Segretario Min, interpretato da Choi Byung-mo
Capo del personale di Han Do-joon e suo braccio destro.
- Go Sung-hoon, interpretato da Jang Gwang
Presidente di una delle filiali del gruppo Hanshin.
- Lee Soo-ho, interpretato da Yoo Seung-mok
Detective che dà la caccia a Yong-pal.
- Detective Kim, interpretato da Jo Hwi
- Lee Sang-chul, interpretato da Min Jin-woong
Guardia del corpo di Tae-hyun, assegnatogli da Yeo-jin.
- Choi Sung-hoon, interpretato da Choi Min
Fidanzato di Yeo-jin, perito tre anni prima in un incidente stradale mentre la coppia fuggiva per sposarsi in segreto.
- Choi Chul-min, interpretato da Jung Dong-kyu
Padre di Sung-hoon, presidente del gruppo Daejeong.

## Ascolti
| Episodio | Data di trasmissione | Dati TNMS           | Dati TNMS                  | Dati AGB            | Dati AGB                   |
| Episodio | Data di trasmissione | A livello nazionale | Area metropolitana di Seul | A livello nazionale | Area metropolitana di Seul |
| -------- | -------------------- | ------------------- | -------------------------- | ------------------- | -------------------------- |
| 1        | 5 agosto 2015        | 9,2%                | 11,2%                      | 11,6%               | 12,9%                      |
| 2        | 6 agosto 2015        | 11,8%               | 14,9%                      | 14,1%               | 16,0%                      |
| 3        | 12 agosto 2015       | 12,5%               | 15,8%                      | 14,5%               | 16,3%                      |
| 4        | 13 agosto 2015       | 15,3%               | 18,8%                      | 16,3%               | 17,8%                      |
| 5        | 19 agosto 2015       | 16,4%               | 19,4%                      | 18,0%               | 20,3%                      |
| 6        | 20 agosto 2015       | 18,1%               | 20,7%                      | 20,4%               | 22,2%                      |
| 7        | 26 agosto 2015       | 17,1%               | 21,2%                      | 19,2%               | 21,4%                      |
| 8        | 27 agosto 2015       | 18,4%               | 21,9%                      | 20,5%               | 22,8%                      |
| 9        | 2 settembre 2015     | 15,7%               | 18,2%                      | 17,0%               | 19,1%                      |
| 10       | 3 settembre 2015     | 16,3%               | 19,3%                      | 17,4%               | 19,3%                      |
| 11       | 9 settembre 2015     | 15,9%               | 18,4%                      | 19,3%               | 21,7%                      |
| 12       | 10 settembre 2015    | 18,2%               | 21,3%                      | 19,1%               | 21,0%                      |
| 13       | 16 settembre 2015    | 18,0%               | 21,0%                      | 21,5%               | 23,7%                      |
| 14       | 17 settembre 2015    | 19,5%               | 21,8%                      | 20,9%               | 22,3%                      |
| 15       | 23 settembre 2015    | 17,8%               | 20,0%                      | 20,0%               | 22,3%                      |
| 16       | 24 settembre 2015    | 19,2%               | 21,0%                      | 20,2%               | 22,3%                      |
| 17       | 30 settembre 2015    | 16,4%               | 18,2%                      | 18,4%               | 20,0%                      |
| 18       | 1 ottobre 2015       | 19,6%               | 21,4%                      | 20,4%               | 21,6%                      |
| Media    | Media                | 16,4%               | 19,1%                      | 18,3%               | 20,2%                      |

## Colonna sonora
1. To My Love (사랑하는 그대에게) – The One
2. A Nightmare (악몽) – Yong Joon-hyung (BEAST) e Ga-yoon (4Minute)
3. Actually, I'm... (사실은 내가) – Jung In
4. So We Are (이렇게 우리) – Baek Ah-yeon
5. Come To Me (내게 와줘서) – K.Will
6. Only Remember Me (나 하나만 기억해) – Park Hye-su
7. I Hear You (니가 들려) – Ahn Se-ha
8. Suddenly One Day (어느날 갑자기) – Jin Min-ho
9. To My Love (Inst.) (사랑하는 그대에게 (Inst.))
10. A Nightmare (Inst.) (악몽 (Inst.))
11. Actually, I'm... (Inst.) (사실은 내가 (Inst.))
12. So We Are (Inst.) (이렇게 우리 (Inst.))
13. Come To Me (Inst.) (내게 와줘서 (Inst.))
14. Only Remember Me (Inst.) (나 하나만 기억해 (Inst.))
15. I Hear You (니가 들려 (Inst.))
16. Suddenly One Day (어느날 갑자기 (Inst.))
17. Yong-pal-i (용팔이)
18. Hero
19. Black Room (검은방)
20. Light of Hope (희망의 빛)
21. Run & Run
22. Main Theme From Yong-pal-i (Main Theme From "용팔이")
23. Persuit (추격)
24. My Mother
25. Sleeping Witch (잠자는 숲속의 마녀)
26. It's Not That (그건 아니지)
27. Precious Family (소중한 가족)
28. Tae-hyun's Theme (태현테마)
29. Wound of a Question (의문의 상처)
30. Let's Be Friend (우리 친구하자)
31. The Battle
32. Yeo-jin's Theme (여진테마)
33. I Never Get Caught (절대 잡히지 않아)
34. Yeo-jin's Destiny (여진의 운명)

## Riconoscimenti
| Anno | Premio               | Categoria                                     | Ricevente                   | Risultato       |
| ---- | -------------------- | --------------------------------------------- | --------------------------- | --------------- |
| 2015 | Korea Drama Awards   | Grand Prize (Daesang)                         | Joo Won                     | Candidato/a     |
| 2015 | Korea Drama Awards   | Best Drama                                    | Yong-pal-i                  | Candidato/a     |
| 2015 | Korea Drama Awards   | Top Excellence Award, actress                 | Kim Tae-hee                 | Vincitore/trice |
| 2015 | Korea Drama Awards   | Best Screenplay                               | Jang Hyuk-rin               | Vincitore/trice |
| 2015 | APAN Star Awards     | Top Excellence Award, Actor in a Miniseries   | Joo Won                     | Candidato/a     |
| 2015 | APAN Star Awards     | Top Excellence Award, Actress in a Miniseries | Kim Tae-hee                 | Candidato/a     |
| 2015 | APAN Star Awards     | Best Supporting Actress                       | Chae Jung-an                | Vincitore/trice |
| 2015 | Hallyu Awards        | Best Drama                                    | Yong-pal-i                  | Vincitore/trice |
| 2015 | Grimae Awards        | Grand Prize                                   | Yoon Dae-young, Choi Je-rak | Vincitore/trice |
| 2015 | Grimae Awards        | Best Director                                 | Oh Jin-seok                 | Vincitore/trice |
| 2015 | SBS Drama Awards     | Grand Prize (Daesang)                         | Joo Won                     | Vincitore/trice |
| 2015 | SBS Drama Awards     | Top Excellence Award, Actor in a Miniseries   | Joo Won                     | Candidato/a     |
| 2015 | SBS Drama Awards     | Top Excellence Award, Actress in a Miniseries | Kim Tae-hee                 | Vincitore/trice |
| 2015 | SBS Drama Awards     | Special Award, Actor in a Miniseries          | Jung Woong-in               | Candidato/a     |
| 2015 | SBS Drama Awards     | Special Award, Actor in a Miniseries          | Jo Hyun-jae                 | Candidato/a     |
| 2015 | SBS Drama Awards     | Special Award, Actress in a Miniseries        | Bae Hye-sun                 | Candidato/a     |
| 2015 | SBS Drama Awards     | PD Award                                      | Joo Won                     | Candidato/a     |
| 2015 | SBS Drama Awards     | Top 10 Stars                                  | Joo Won                     | Vincitore/trice |
| 2015 | SBS Drama Awards     | Top 10 Stars                                  | Kim Tae-hee                 | Vincitore/trice |
| 2015 | SBS Drama Awards     | Chinese Netizen Popularity Award              | Joo Won                     | Vincitore/trice |
| 2015 | SBS Drama Awards     | Chinese Netizen Popularity Award              | Kim Tae-hee                 | Candidato/a     |
| 2015 | SBS Drama Awards     | Netizen Popularity Award                      | Joo Won                     | Candidato/a     |
| 2015 | SBS Drama Awards     | Netizen Popularity Award                      | Kim Tae-hee                 | Candidato/a     |
| 2015 | SBS Drama Awards     | Best Couple Award                             | Joo Won e Kim Tae-hee       | Vincitore/trice |
| 2016 | Baeksang Arts Awards | Best Actor (TV)                               | Joo Won                     | Candidato/a     |
| 2016 | Baeksang Arts Awards | Most Popular Actor (TV)                       | Joo Won                     | Candidato/a     |
| 2016 | Baeksang Arts Awards | Most Popular Actress (TV)                     | Kim Tae-hee                 | Candidato/a     |